# Dietrich Ranft
Dietrich Ranft (* 27. April 1922 in Großdeuben bei Leipzig; † 29. Mai 2002 in München) war ein deutscher Verwaltungsjurist.

## Werdegang
Ranft studierte Rechtswissenschaften in Marburg. Nach den beiden juristischen Staatsprüfungen trat er 1952 in den Dienst der Finanzverwaltung Hamburg. Ab 1961 war er Abteilungsleiter im Kultusministerium des Landes Schleswig-Holstein und von 1966 bis 1974 Staatsrat in der Finanzbehörde und der Behörde für Vermögen und öffentliche Unternehmen in Hamburg.
Von 1976 bis 1987 war er Generalsekretär der Max-Planck-Gesellschaft.

## Ehrungen
- 1987: Großes Verdienstkreuz der Bundesrepublik Deutschland
- Ehrenbürger der Universität Kiel
- Ehrenbürger der Universität zu Lübeck